# Віргіл Танасе
Віргіл Танасе (рум. Virgil Tănase; 16 липня 1945, Галац — 26 червня 2025, Париж) — французько-румунський письменник і режисер театру.

## Біографія
Віргіл вивчав філологію в Бухарестському університеті (1963-1968) та режисуру театру в інституті "IL Caragiale" (1970-1974). Отримав літературну премію Латинського союзу та премію драматургії Румунської академії. У Парижі Віргіл отримав докторський ступінь з соціології та семіології мистецтва (1979) під керівництвом Роланда Бартса.
Опублікував близько п'ятнадцяти творів французькою мовою, ставив багато вистав у Франції та Румунії, викладав історію мистецтв в Міжнародному інституті образотворчого та звукового мистецтва в Еланкурі (Івелін).
Був директором Румунського культурного інституту Парижа з 1993 по 1997 рр., а також з 2001 по 2005 рр.

## Викрадення
У 1977 році він був висланий з Румунії за дисидентську діяльність. Але продовжував критикувати керівництво соціалістичної Румунії і Чаушеску. Було видано наказ про його ліквідацію. Також був план ліквідувати дисидента Пола Гома.
Виконавцем призначили Матея Гайдуку (Matei Pavel Haiducu) . Гайдуку повідомив про цей план французькій службі безпеки ([[Direction de la Surveillance du territoire, DST). Було влаштовано імітацію викрадення й убивства Тенасе, причому свідки бачили, як 20 травня 1982 року його штовхають в машину. Усі вважали його мертвим, а газети звинувачували в цьому румунські спецслужби. Користуючись нагодою, Президент Міттеран не поїхав на зустріч з Чаушеску. Гайдуку повернувся до Румунії й отримав високу нагороду за ліквідацію журналіста, після чого поїхав у відпустку з сім'єю за кордон. З відпустки він уже в Румунію не повернувся. У серпні 1982 року, коли всі учасники спецоперації були в безпеці, французькі газети опублікували правду про ці події. Віргіл повернувся до сім'ї, яка не знала, що він був живий. Увесь цей час він переховувався в Бретані під наглядом DST.
У 1984 Гайдуку видав книгу ("J'ai Refusé De Tuer" - "Я відмовився убивати") з деталями справи.

## Нагороди та відзнаки
- Премія Румунської академії драматургії (1997)
- Латиноамериканська літературна премія (2004)
- Доктор почесних звань Університету Нижнього Дунаю, Галац
- Премія Сербана Чьокулеску Румунського літературного музею мемуарістики (2012)
- Premiul Salonului de biogrfie de la Hossegor (2013)
- Орден мистецтв та літератури Франції (1987 р.)
- Лицар ордена "Вірна служба" (2002)

## Твори
- Portrait d'homme à la faux dans un paysage marin, Flammarion, 1976.
- Apocalypse d'un adolescent de bonne famille, Flammarion, 1980.
- L' amour, l'amour : roman d'amour, Flammarion, 1982.
- Le Paradis à l'amiable (théâtre), 1983.
- Cette mort qui va et vient et revient, Hachette, 1984.
- Le bal sur la goélette du pirate aveugle (Illustrations de Pierre-Marie Valat et Willi Glasauer), Gallimard, 1987.
- Le Bal autour du diamant magique, Gallimard, 1987.
- La Vie mystérieuse et terrifiante d'un tueur anonyme, Ramsay, 1990.
- Ils refleurissent, les pommiers sauvages, Ramsay, 1991.
- Anna Karénine (театр), d'après Léon Tolstoï, 1993.
- Salve Regina (театр), 1994.
- Moderncarnavaltango (театр), 1996.
- Les contes drolatiques (театр), d'après Honoré de Balzac, 1998.
- Tchekhov, collection Folio biographie, 2008
- Zoïa, éditions Non Lieu, 520 pages, octobre 2009, ISBN 978-2-35270-066-1[8]
- Albert Camus, Gallimard, janvier 2010.
- Dostoïevski (inédit), Gallimard Folio Biographie, avril 2012 ISBN 978-2-07-043902-7
- Saint-Exupéry (inédit), Folio Biographie, 2013